# 윤건
윤건(1975년 1월 7일 ~ )은 대한민국을 대표하는 싱어송라이터이다. 연세대학교 작곡과를 졸업하였으며, 대표곡으로는 〈갈색머리〉, 〈어쩌다〉, 〈라떼처럼〉, 〈힐링이 필요해〉, 〈가을에 만나〉, 〈우리 둘만 아는〉, 〈너도 그냥 날 놓아주면 돼〉 등의 수많은 히트곡들이 있다.

## 소개
대한민국을 대표하는 감성 싱어송라이터. 2001년 듀오 브라운아이즈를 결성, 〈벌써 일년〉이 수록되어 있는 데뷔앨범을 밀리언 셀러로 등극시키고 미디움 템포 신드롬을 일으키며 한국 음악계의 흐름을 바꾸어 버린 뮤지션이다.
2003년 1집 《갈색머리》를 발표하며 솔로로서 대성공을 거두며 가을을 대표하는 뮤지션으로 자리매김 하였고, 2012년 〈걷다〉, 〈힐링이 필요해〉, 2014년 〈가을에 만나〉, 〈우리 둘만 아는〉 등 끊임없는 음악적 진화를 통해 수많은 히트곡을 탄생시켰고 각종 방송의 메인 MC, DJ, 광고, 드라마 및 영화 등 음악 활동을 포함한 문화계 전 영역에 걸쳐 왕성한 활동을 펼치고 있다.

## 음반 활동

### 정규 음반
- 1999년 TEAM 1집 《Teamplay》
- 2001년 브라운 아이즈 1집 《Brown Eyes》
- 2002년 브라운 아이즈 2집 《Reason 4 Breathing?》
- 2003년 윤건 1집 《Yoongun》
- 2004년 윤건 1집 Repackage 《갈색머리》
- 2004년 윤건 2집 《헤어지자고》
- 2007년 윤건 3집 《My Romantic Occasion》
- 2008년 브라운 아이즈 3집 《Two Things Needed For The Same Purpose And 5 Objets》
- 2014년 윤건 4집 《Autumn Play》

### 비정규 음반
- 2002년 Voice of Korea/Japan 《Let's Get Together Now》
- 2004년 Digital Single 〈벌써일년〉
- 2005년 OST 슬픈연가 : 《Yoongun's Sad Love Story》
- 2009년 Digital Single 윤건 & 이효리 〈이뻐요〉
- 2009년 EP 《라떼처럼》
- 2012년 Digital Single 〈윤건&서현 Collaboration〉
- 2012년 EP 《Far East 2 Bricklane》
- 2013년 Digital Single 〈딱 한잔만〉
- 2013년 Digital Single Back To You
- 2013년 EP 《Kobalt Sky 072511》
- 2014년 Digital Single 〈가을에 만나〉
- 2014년 Digital Single 〈케미〉
- 2017년 Digital Single 〈우리 둘만 아는〉
- 2018년 Digital Single 〈너도 그냥 날 놓아주면 돼〉

### 참여 음반
- 1995년 정지우 1집 《Turn On》(작곡/편곡 참여: 〈離 緣(이별의 인연)〉, 〈이율배반〉, 〈긴 이별이 지나고〉, 〈나에게 돌아가는 길〉, 〈나를 위한 여행〉, 〈Vocalise〉)
- 1997년 디바 1집 《Funky Diva》(작곡 참여: 〈The Dreamer〉, 〈그래〉, 〈One〉)
- 1997년 에스더 1집 《Esther Nation》(작곡 참여: 〈How?〉, 〈너는 내가 꾸는 꿈〉)
- 1998년 디바 2집 《Snappy Diva's Second Album》(작곡/편곡 참여: 〈비애천의〉, 〈더 이상 난〉, 〈연인에게 가장 힘든 약속〉, 〈Gals Club〉, 〈Whoo~〉, 〈누전〉, 〈Joy〉, 〈For Diva S〉, 〈원〉, 〈비몽〉)
- 1999년 Various Artist 《1999 대한민국》(프로듀싱/보컬 참여: 〈MCMXCIX 1999〉, 〈우리 같이 해요〉, 〈HEAVEN〉)
- 1999년 이글 파이브 2집 《Love Story》(작곡/편곡 참여: 〈내 맘 속에〉)
- 2000년 Various Artist 《2000 대한민국》〈소망〉
- 2004년 김범수 4집 《The 4Th Episode》〈후회가 싫다〉
- 2005년 OST 《슬픈연가 Pop & Orchestra Version》 〈사랑한다면〉
- 2005년 OST 《이별에 대처하는 우리의 자세》 〈갈증〉
- 2007년 《옛사랑2》〈난 아직 모르잖아요〉
- 2008년 왁스 《여자는 사랑을 먹고》〈그랬으면〉
- 2008년 윤상 《Song Book》 〈가려진 시간사이로〉
- 2009년 OST 《카인과 아벨》〈문을 두드리며〉
- 2009년 《환타스틱 프렌즈 - 이승환 20주년 기념 앨범》〈체념을 위한 미련〉
- 2012년 OST 《샐러리맨 초한지》 〈성냥팔이 소녀〉
- 2012년 OST 《골든타임》〈I Miss You〉
- 2014년 OST 《총리와 나》〈죽을 만큼 사랑하라 (I Love You To Death)〉
- 2014년 OST 《엔젤 아이즈》〈사랑해도 너무나〉
- 2015년 OST 《풍선껌》〈너만 생각해〉

## 음반 외 활동
- 2002년 FIFA 월드컵 개막식과 폐막식에서 브라운 아이즈 소속으로 박정현 & 소웰루 & 케미스트리와 〈Let's Get Together Now〉를 합창했다.

### 방송
- 2009년 MBC 음악여행 라라라 MC
- 2009년 MBC FM4U 《꿈꾸는 라디오 윤건입니다》 DJ
- 2010년 부산국제영화제 개막식 공연
- 2011년 CJ E&M Olive TV 《윤건의 푸드 에세이, 월드 인 키친》 진행
- 2012년 MBC 《그 여자 작사, 그 남자 작곡》
- 2012년 M-net 슈퍼스타 K4 심사위원
- 2013년 CJ E&M 온스타일 《소나기》 단독 MC
- 2014년-2015년 KBS1 《윤건의 더 콘서트》 단독 MC

### 드라마/시트콤
- 2011년 ~ 2012년 MBC 일일시트콤 《하이킥 - 짧은 다리의 역습》 - 윤건 역
- 2013년 CJ E&M 전채널 《윤건의 브리티시 메모리즈》 주연
- 2014년 tvN 시트콤 《감자별 2013QR3》 - 수영의 아는 오빠 역
- 2014년 KBS2 월화드라마 《트로트의 연인》 - 음악평론가 역 (특별출연)
- 2014년 MBC 에브리원 《사랑 주파수 37.2》

### 영화
- 2014년 《5분 고백》 - 후배남 역

### 저서
- 《커피가 사랑에게 말했다》 (2009년)
- 《카페 윤건》 (2012년)

### 광고 내역
- 베스킨라빈스 31
- ABC 마트 호킨스 전속 모델
- 크라이슬러 피아트 500 전속 모델
- Game "Shadow verse" 전속 모델

## 같이 보기
- 브라운아이즈
- 나얼
- 왁스